# MTV Video Music Award para Melhor Vídeo Alternativo
O MTV Video Music Award para Melhor Vídeo Alternativo ou MTV Video Music Award para Melhor Vídeo de Música Alternativa (em inglês, MTV Video Music Award for Best Alternative Video) foi dado pela primeira vez no MTV Video Music Awards de 1991. Antes de ser chamado de Melhor Vídeo Alternativo, era conhecido como Melhor Vídeo Pós-Moderno em 1989 e 1990. Após a cerimônia de 1998, esse prêmio foi eliminado e só foi entregue mais de duas décadas depois, quando foi trazido de volta para o MTV Video Music Awards de 2022, sob o nome de Melhor Alternativo ou Melhor Artista Alternativo (Best Alternative). Durante sua descontinuação, artistas e vídeos que normalmente seriam elegíveis para este prêmio tornaram-se elegíveis para outras categorias de gênero, nomeadamente a categoria de Melhor Vídeo de Rock.
Nirvana é o maior vencedor deste prêmio, vencendo todas as suas três indicações consecutivas, de 1992 a 1994. Imagine Dragons e Machine Gun Kelly são os artistas mais indicados, tendo recebido quatro indicações cada.

## Vencedores e indicados
| Ano                                       | Vencedor                                                           | Indicados | Ref.   |
| ----------------------------------------- | ------------------------------------------------------------------ | --- | ------ |

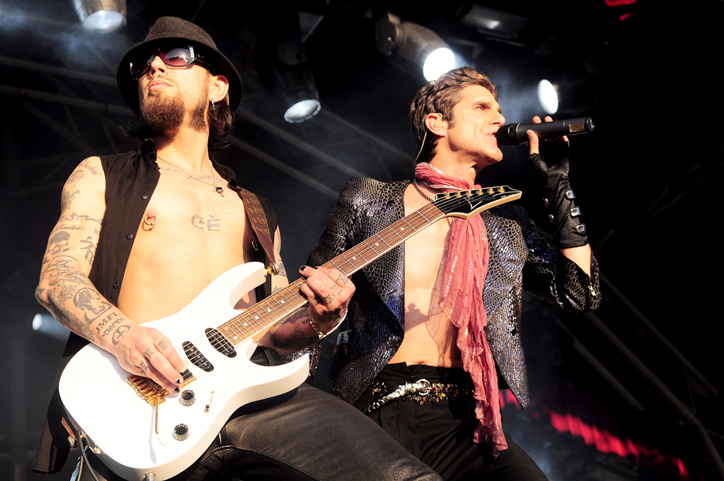
Jane's Addiction, o vencedor inaugural

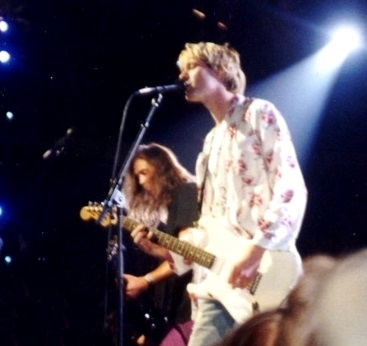
Nirvana venceu o prêmio três vezes (em 1992, 1993 e 1994)

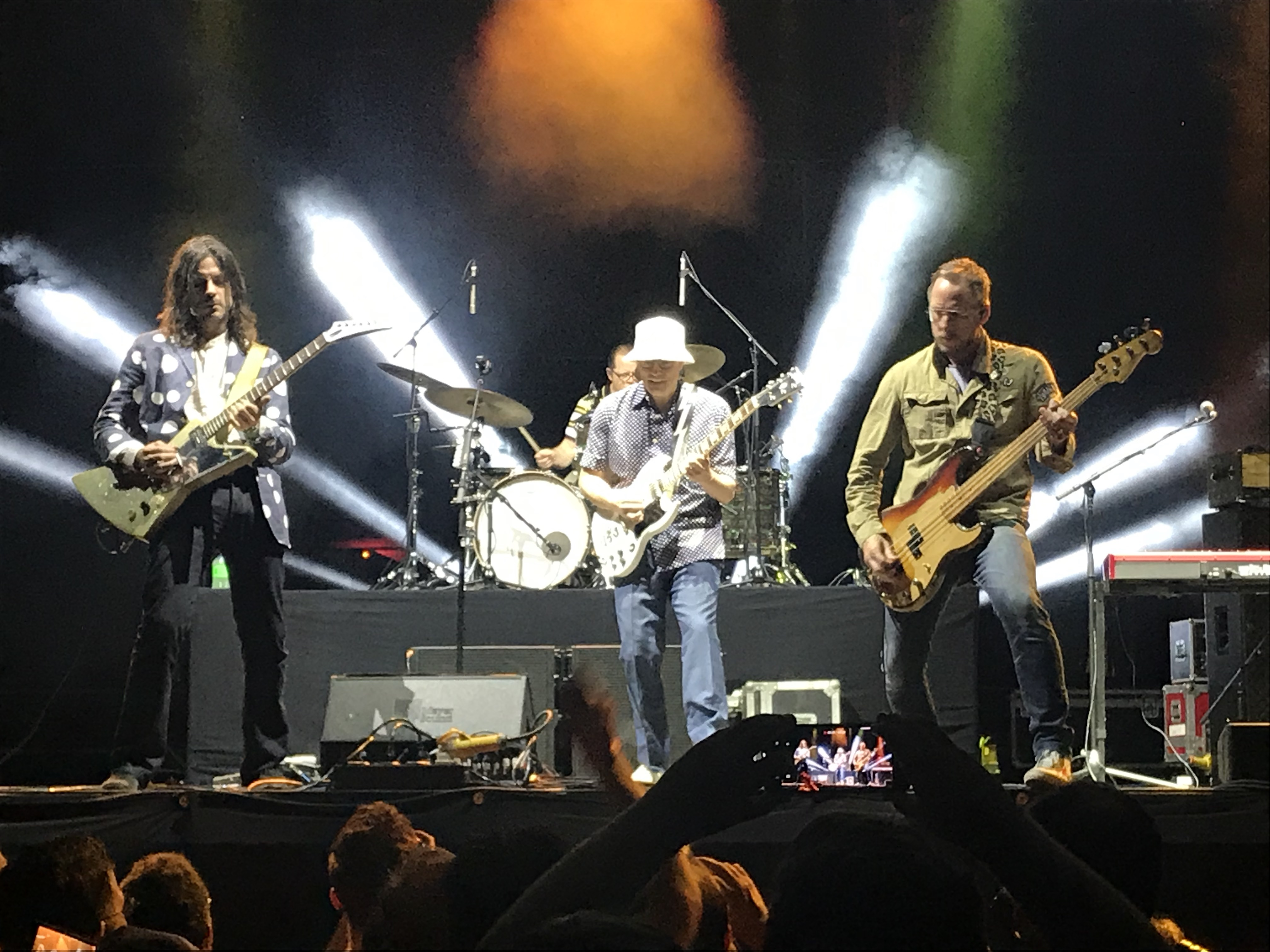
Weezer venceu o prêmio de 1995

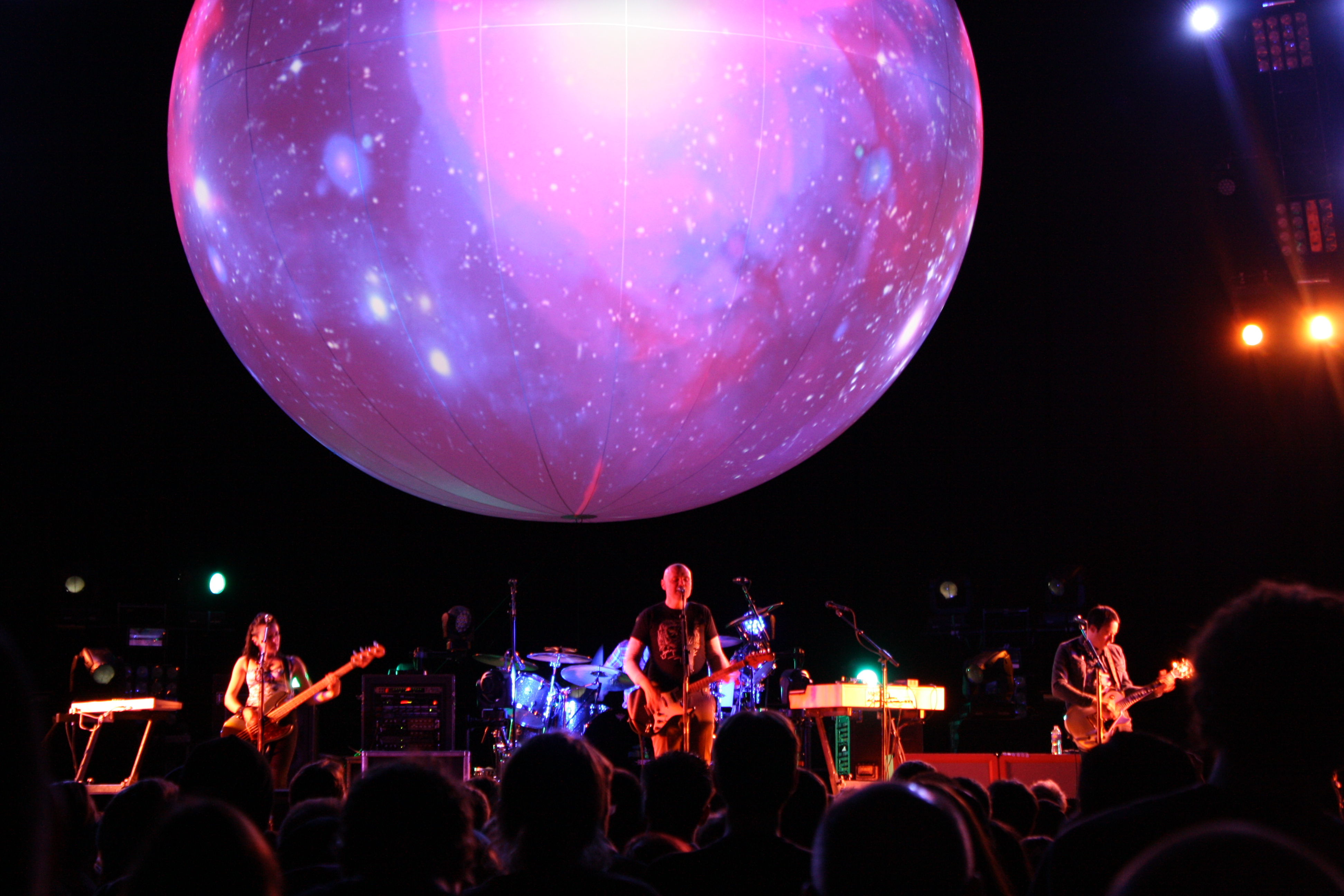
The Smashing Pumpkins venceu o prêmio de 1996

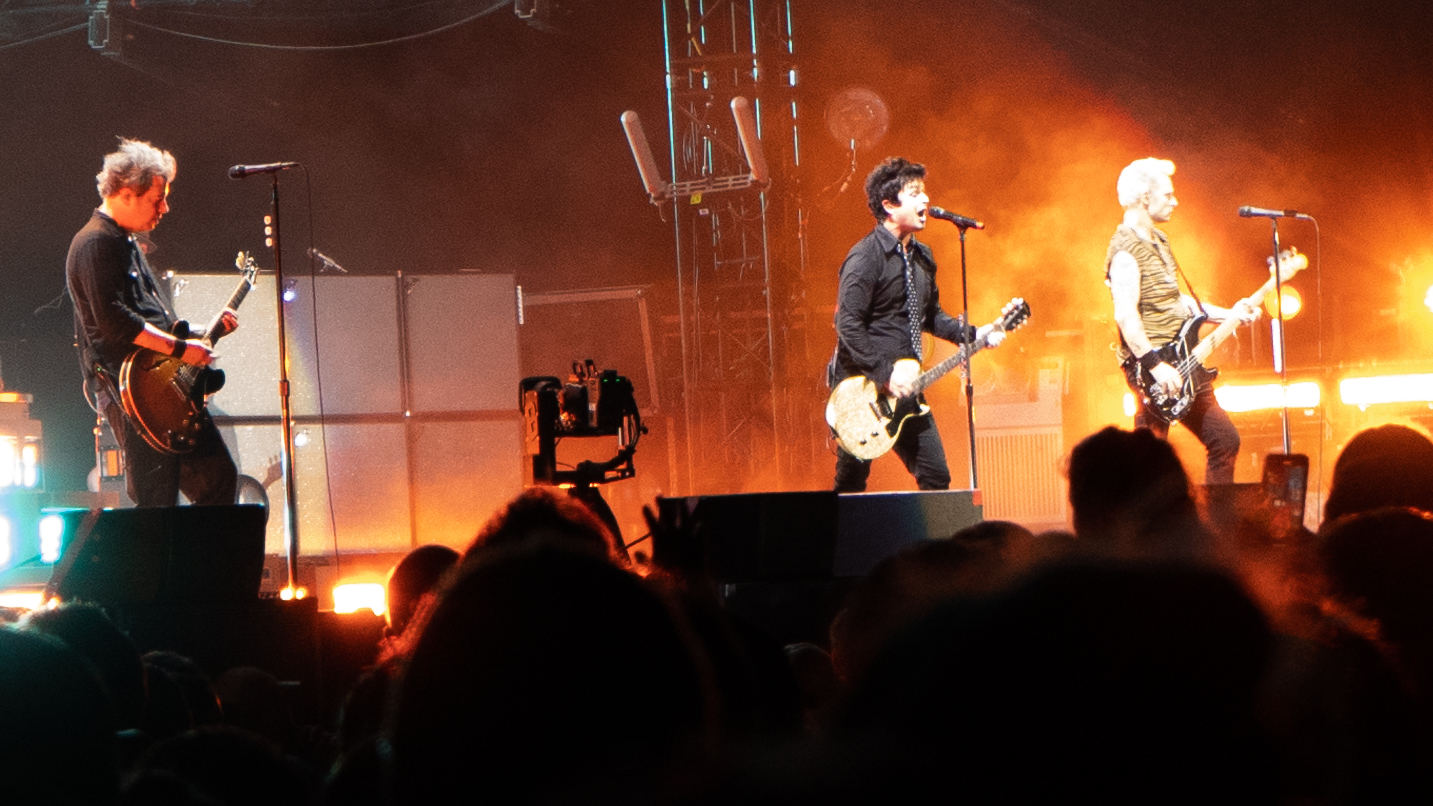
Green Day venceu o prêmio de 1998

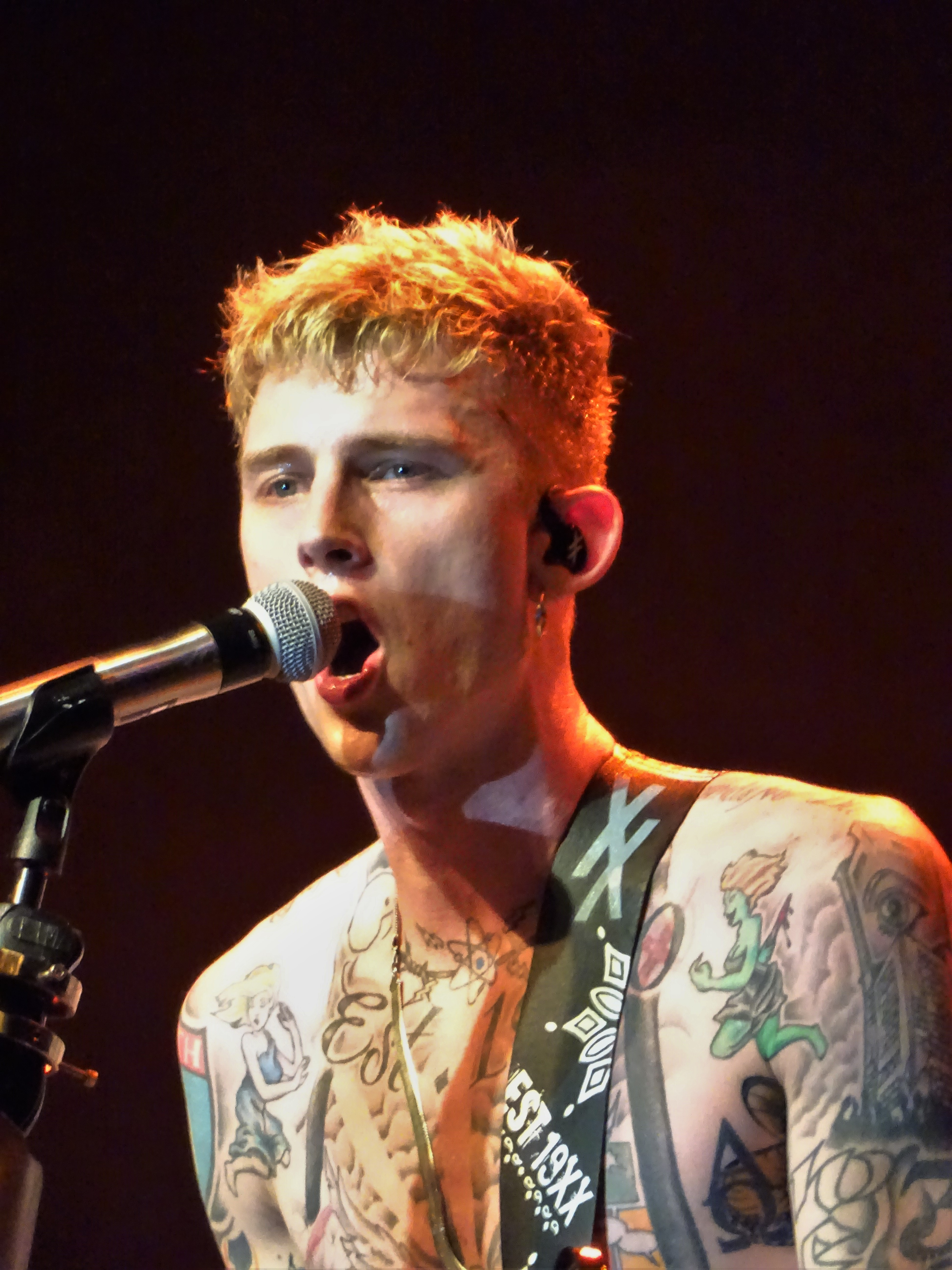
Machine Gun Kelly venceu o prêmio duas vezes (em 2020 e 2021)

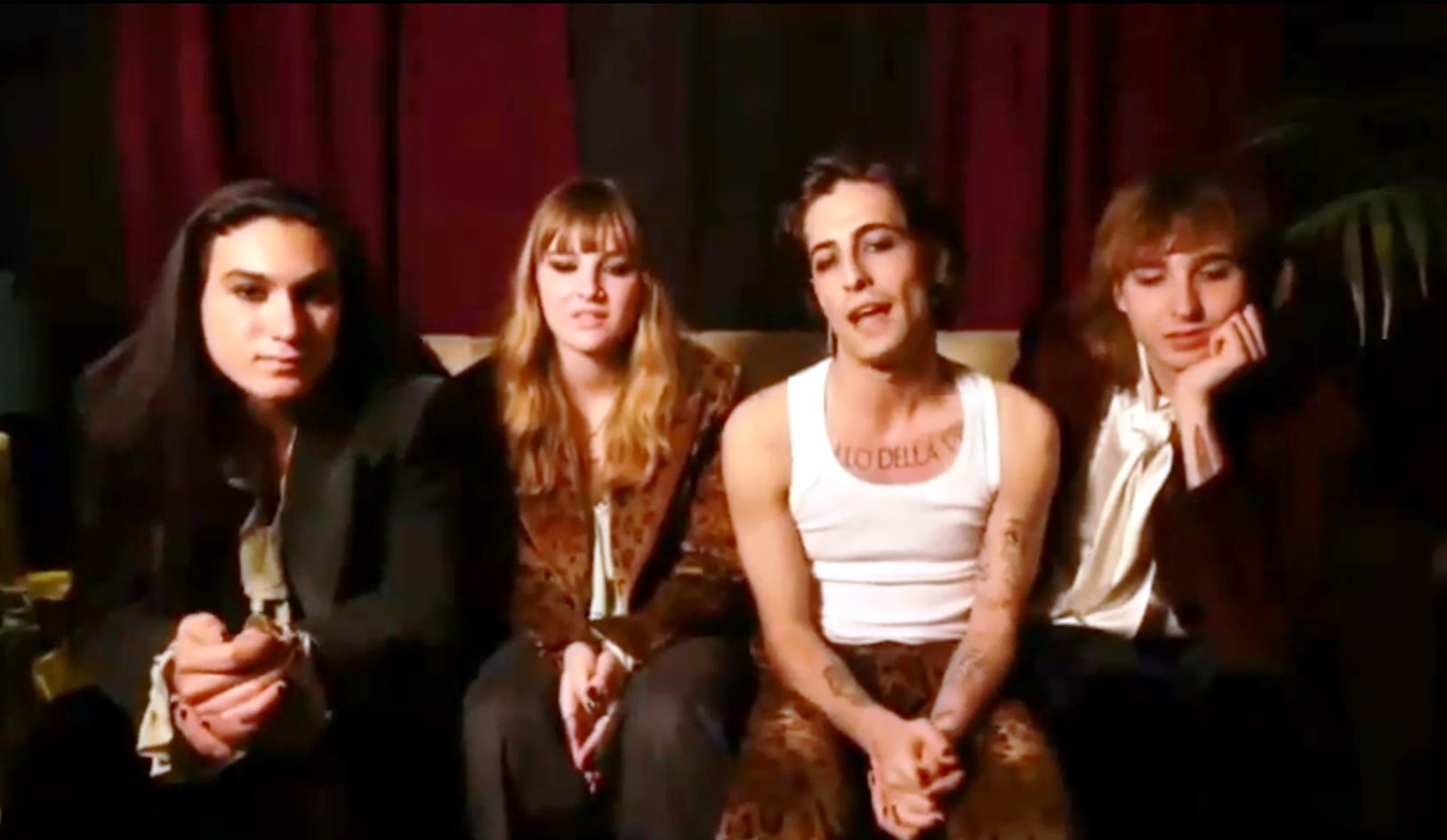
Måneskin venceu o prêmio de 2022

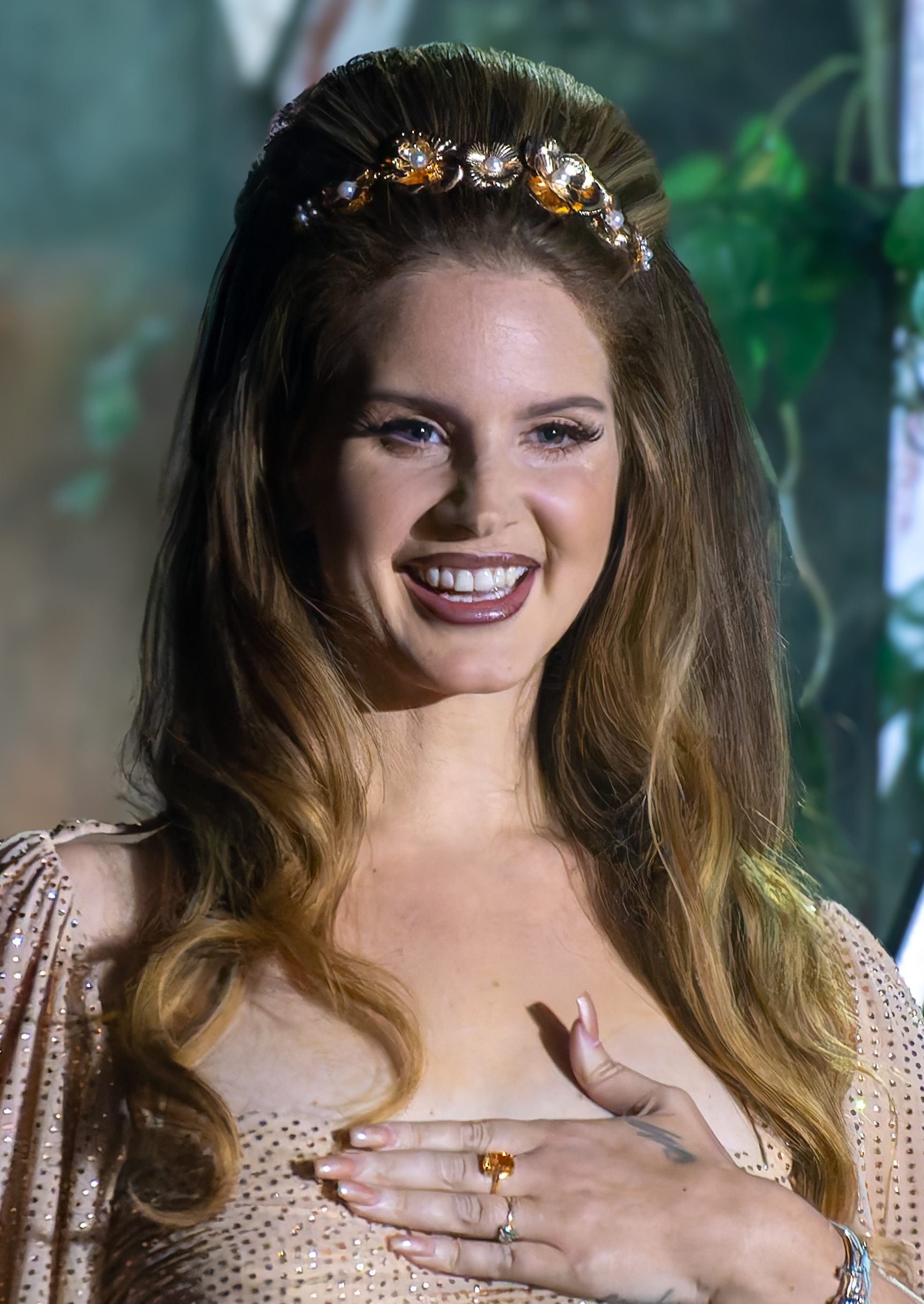
Lana del Rey venceu o prêmio em 2023

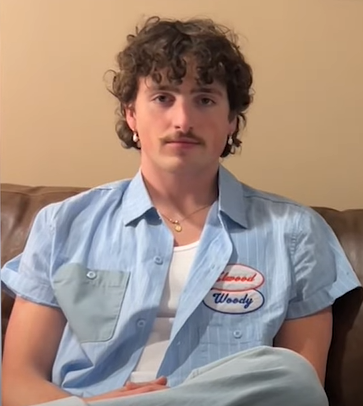
Benson Boone foi o vencedor em 2024, conseguindo o seu primeiro prêmio de entre as mais importantes premiações musicais e de entretenimento

| 1991                                      | Jane's Addiction – "Been Caught Stealing"                          | - Jesus Jones – "Right Here, Right Now" - R.E.M. – "Losing My Religion" - The Replacements – "When It Began" | [ 1 ]  |
| 1992                                      | Nirvana – "Smells Like Teen Spirit"                                | - Pearl Jam – "Alive" - Red Hot Chili Peppers – "Give It Away" - The Soup Dragons – "Divine Thing" | [ 2 ]  |
| 1993                                      | Nirvana – "In Bloom"                                               | - 4 Non Blondes – "What's Up?" - Belly – "Feed the Tree" - Porno for Pyros – "Pets" - Stone Temple Pilots – "Plush" | [ 3 ]  |
| 1994                                      | Nirvana – "Heart-Shaped Box"                                       | - Beck – "Loser" - Green Day – "Longview" - The Smashing Pumpkins – "Disarm" | [ 4 ]  |
| 1995                                      | Weezer – "Buddy Holly"                                             | - The Cranberries – "Zombie" - Green Day – "Basket Case" - Hole – "Doll Parts" - Stone Temple Pilots – "Interstate Love Song" | [ 5 ]  |
| 1996                                      | The Smashing Pumpkins – "1979"                                     | - Bush – "Glycerine" - Everclear – "Santa Monica" - Foo Fighters – "Big Me" | [ 6 ]  |
| 1997                                      | Sublime – "What I Got"                                             | - Beck – "The New Pollution" - Blur – "Song 2" - Foo Fighters – "Monkey Wrench" - Nine Inch Nails – "The Perfect Drug" | [ 7 ]  |
| 1998                                      | Green Day – "Good Riddance (Time of Your Life)"                    | - Ben Folds Five – "Brick" - Garbage – "Push It" - Radiohead – "Karma Police" - The Verve – "Bitter Sweet Symphony" | [ 8 ]  |
| Nenhum prêmio concedido entre 1999 e 2019 |                                                                    | |        |
| 2020                                      | Machine Gun Kelly – "Bloody Valentine"                             | - The 1975 – "If You're Too Shy (Let Me Know)" - All Time Low – "Some Kind of Disaster" - Lana Del Rey – "Doin' Time" - Finneas – "Let's Fall in Love for the Night" - Twenty One Pilots – "Level of Concern"                                                                                               | [ 9 ]  |
| 2021                                      | Machine Gun Kelly (com part. de Blackbear) – "My Ex's Best Friend" | - Bleachers – "Stop Making This Hurt" - Glass Animals – "Heat Waves" - Imagine Dragons – "Follow You" - Twenty One Pilots – "Shy Away" - Willow (com part. de Travis Barker) – "Transparent Soul" | [ 10 ] |
| 2022                                      | Måneskin – "I Wanna Be Your Slave"                                 | - Imagine Dragons e JID – "Enemy" - Avril Lavigne (com part. de Blackbear) – "Love It When You Hate Me" - Machine Gun Kelly (com part. de Willow) – "Emo Girl" - Panic! at the Disco – "Viva Las Vengeance" - Twenty One Pilots – "Saturday" - Willow e Avril Lavigne (com part. de Travis Barker) – "Grow" | [ 11 ] |
| 2023                                      | Lana Del Rey (com part. de Jon Batiste) – "Candy Necklace"         | - Blink-182 – "Edging" - Boygenius – "The Film" - Fall Out Boy – "Hold Me Like a Grudge" - Paramore – "This Is Why" - Thirty Seconds to Mars – "Stuck" | [ 12 ] |
| 2024                                      | Benson Boone – "Beautiful Things"                                  | - Bleachers – "Tiny Moves" - Hozier – "Too Sweet" - Imagine Dragons – "Eyes Closed" - Linkin Park – "Friendly Fire" - Teddy Swims – "Lose Control (Live)" | [ 13 ] |
| 2025                                      |                                                                    | - Gigi Perez – "Sailor Song" - Imagine Dragons – "Wake Up" - Lola Young – "Messy" - MGK e Jelly Roll – "Lonely Road" - Sombr – "Back to Friends" - The Marías – "Back to Me" | [ 14 ] |